# 亚历山德罗斯·马克里扬尼斯
亚历山德罗斯·马克里扬尼斯（1939年9月9日—）是一位美国化学家，东北大学教授，知名于合成了许多大麻素，并以其姓名缩写为AM大麻素。